# Necrosectomía
La necrosectomía es una intervención quirúrgica en la que se extirpa tejido necrótico. Se aplica principalmente en el tratamiento de la necrosis de páncreas para evitar infecciones u otras complicaciones, también se realiza para tratar la fascitis necrotizante, tras traumatismos graves que han provocado necrosis de tejidos y para facilitar la curación de úlceras de la piel en la que existe tejido muerto, por ejemplo, en las úlceras diabéticas o en las úlceras por decúbito.

## Necrosectomía pancreática
La pancreatitis aguda se presenta con una incidencia de entre 35 y 80 casos por 100 000 habitantes y año, el 20% son formas graves en las que se produce destrucción de tejido pancreatico (necrosis), infección y fallo de múltiples órganos que ponen en peligro la vida del paciente. En estos casos puede ser necesario realizar una necrosectomía para extirpar el tejido muerto. Esta intervención puede realizarse con cirugía abierta o mediante laparoscopia.
Tradicionalmente se ha empleado la cirugía abierta; sin embargo, la mejora de la técnica de laparoscopia ha permitido nuevos enfoques quirúrgicos menos invasivos, entre ellos el drenaje percutáneo, el desbridamiento retroperitoneal videoasistido (VARD) y la necrosectomía transgástrica endoscópica (ETN) que permiten acceder a la zona necrótica con mínima agresión, para disminuir las 
complicaciones derivadas de la cirugía.

## Fascitis necrosante
En la fascitis necrotizante el tratamiento quirúrgico es de gran importancia. Los objetivos de la cirugía son realizar una necrosectomía para extirpar el tejido inerte, desbridamiento quirúrgica extenso y drenaje para evacuar las secreciones y colecciones líquidas de la región afectada. El objetivo es eliminar todo el tejido necrótico y controlar la infección.